# Franz Firbas
Franz Firbas (Praag, 4 juni 1902 - Göttingen, 19 februari 1964) was een Duits botanicus. 

## Biografie
Franz Firbas studeerde aan de Duitse Universiteit in Praag en promoveerde in 1924 op een proefschrift over sociologische en ecologische problemen van rotsplanten in Noord-Bohemen. In 1928 verhuisde hij naar Frankfurt, waar hij in 1931 met een studie over de verbanden tussen xeromorfe hoogveenplanten en hun nutriëntenbalans habiliteerde. Van 1933 tot 1939 werkte hij aan de universiteit van Göttingen. In 1939 ging hij werken voor de universiteit Hohenheim en in 1941 voor de Rijksuniversiteit Straatsburg. Na de oorlog keerde hij in 1946 terug naar Göttingen, waar hij in 1952 hoofd werd van de nieuw opgerichte Systematisch-Geobotanisch Instituut. In 1985 ontving hij de Albrecht-Penck-Medaille. 

## Publicaties
- Zur Waldentwicklung im Interglazial von Schladming an der Enns. Bij. Botan. Centralbl., 41, 1925, S. 295-310
- Beiträge zur Kenntniss der Schieferkohlen des Inntals und der interglazialen Waldgeschichte der Ostalpen. Z. f. Gletscherkde., 15, Berlijn 1927 S. 261-277
- Über jungdiluviale und alluviale Torflager in der Grube Marga bei Senftenberg (Niederlausitz). S. Hirzel, Leipzig 1928
- Die Vegetationsentwicklung des mitteleuropäischen Spätglazials. Weidmann, Berlijn 1934 / Schweizerbart, Stuttgart 1935
- Beiträge zur spät- und nacheiszeitlichen Vegetationsgeschichte der Vogesen. Schweizerbart, Stuttgart 1948
- Spät- und nacheiszeitliche Waldgeschichte Mitteleuropas nördlich der Alpen. Gustav Fischer, Jena
  - Vol. 1: Allgemeine Waldgeschichte. 1949
  - Vol. 2: Waldgeschichte der einzelnen Landschaften. 1952
- Über neue Funde pflanzenführender Ablagerungen in der südlichen Po-Ebene bei Forli. Vandenhoeck & Ruprecht, Göttingen 1954
- Die Vegetationsentwicklung im Spätglazial von Wallensen im Hils. Vandenhoeck & Ruprecht, Göttingen 1954

- Gemeinsame Normdatei: 118691031
- International Standard Name Identifier: 0000 0000 7735 3462
- Library of Congress Control Number: no2024014248
- Nationale Bibliotheek van Tsjechië: xx0113721
- Nederlandse Thesaurus van Auteursnamen: 094872139
- Réseau des bibliothèques de Suisse occidentale: 02-A003244476
- Système universitaire de documentation: 13405055X
- Virtual International Authority File: 311321313